# Racing Club de Strasbourg Alsace
Il Racing Club de Strasbourg Alsace, meglio noto come Strasbourg, in italiano Strasburgo, è una società calcistica francese con sede nella città di Strasburgo. Milita in Ligue 1, la massima divisione del campionato francese.
Fondata nel 1906 con il nome di FußballClub Neudorf, ha inizialmente esordito nella terza divisione del campionato tedesco per poi entrare, al termine della prima guerra mondiale, nel sistema calcistico francese (con una parentesi nel corso del secondo conflitto mondiale in cui fu di nuovo riammessa al sistema calcistico tedesco). Ottenuto lo statuto di squadra professionale nel 1933, lo Strasburgo ha ottenuto nella sua storia risultati altalenanti (toccando il punto più alto nella stagione 1978-1979, in cui si aggiudicò il suo primo e finora unico titolo nazionale) a causa di continui cambi in seno alla dirigenza della società.

## Storia

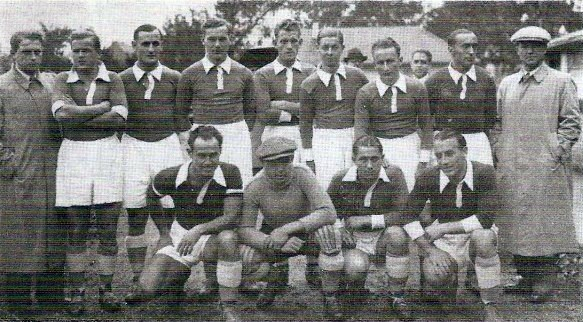
Una formazione dello Strasburgo finalista della Coppa di Francia 1936-1937

Il Racing Club de Strasbourg vide la luce nel 1906 per iniziativa di un gruppo di studenti del quartiere di Neudorf che fondarono una squadra chiamata Fußballclub Neudorf. Dopo tre anni di difficoltà dovute a problemi economici ed organizzativi, la squadra fu iscritta nel 1909 alla Verband Süddeutscher Fußball-Vereine iniziando la scalata verso la massima serie, interrompendola allo scoppio della prima guerra mondiale. Al termine del conflitto, con il passaggio dell'Alsazia al governo francese, la squadra assunse la denominazione attuale e si iscrisse ai campionati regionali alsaziani. Acquisito con qualche difficoltà lo status di club professionistico nel 1933, lo Strasburgo divenne uno dei club di primo piano del campionato francese lottando nella sua stagione d'esordio in massima serie per la conquista del titolo e arrivando in finale di Coppa di Francia nella stagione 1936-1937. Allo scoppio del secondo conflitto mondiale, con la riconquista dell'Alsazia da parte del Terzo Reich, lo Strasburgo fu nuovamente ammesso nel sistema calcistico tedesco disputando le competizioni locali e cambiando il nome in Rasensportclub Straßburg.
Negli anni successivi alla chiusura del conflitto lo Strasburgo, reintegrato nel sistema calcistico francese, conobbe un periodo di risultati altalenanti, alternando ottime stagioni (nel 1946-1947 andò vicino al double e nella stagione 1950-51 vinse il suo primo titolo, la Coppa di Francia ai danni del Valenciennes) ad altre meno convincenti (retrocesse al termine delle stagioni 1951-1952, 1956-1957 e 1959-1960). Fu solo negli anni sessanta che, grazie ai finanziamenti da parte del comune, la squadra attraversò un periodo di crescita che le permise di ben figurare nelle competizioni europee e nazionali. A quel decennio risalirono infatti l'approdo ai quarti di finale in Coppa delle Fiere (raggiunti eliminando squadre più quotate come Milan e Barcellona) e la seconda vittoria in Coppa di Francia nella stagione 1965-1966, ottenuta ai danni del Nantes della finale di Coppa di Francia 1965-1966. Un calo dei risultati negli anni successivi spinse, nel 1970, la dirigenza a incorporare nella società la sezione professionistica della squadra dei Pierrots Vauban. I risultati furono tuttavia insoddisfacenti, tanto che dopo sei anni la società (che nel frattempo aveva cambiato il nome in Racing Pierrots Strasbourg Meinau) fu scorporata e riacquisì il nome precedente.

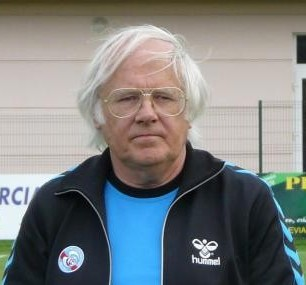
Gilbert Gress, ex giocatore ed allenatore dello Strasburgo, tra le personalità più rappresentative della storia della squadra.

Alla fine degli anni settanta risale il miglior periodo dello Strasburgo dal punto di vista dei risultati: guidati dall'ex giocatore Gilbert Gress, gli alsaziani, senza sconvolgere troppo la formazione e grazie ad un gioco basato sul collettivo centrarono il terzo posto da neopromossi, per poi migliorare il risultato nella stagione 1978-1979, che vide lo Strasburgo ottenere il suo primo titolo di campione di Francia. Negli anni successivi a questo trofeo la squadra attraversò un periodo caratterizzato da dissidii al vertice che aprirono un periodo di instabilità societaria che si rifletté per circa un decennio sui risultati della squadra.
Il ritorno di Gress in panchina (1991) gettò le basi per un periodo in cui la squadra, nonostante i continui cambi in seno alla dirigenza, acquisì una dimensione europea vincendo la prima edizione della Coppa Intertoto e partecipando in due occasioni alla Coppa UEFA (ottenendo il suo miglior risultato nella stagione 1997-1998, in cui fu fermata dall'Inter agli ottavi di finale dopo aver eliminato ai sedicesimi il Liverpool). La squadra ottenne prestazioni convincenti anche nelle competizioni nazionali segnalandosi come club di livello medio-alto in campionato e vincendo nel 1997 la Coppa di Lega.
Negli anni 2000 l'instabilità societaria incominciò ad influire sui risultati della squadra che, pur continuando a vincere trofei (nella stagione 2000-2001 vinse la Coppa di Francia e nel 2005 la Coppa di Lega), visse delle stagioni di saliscendi tra la prima e la seconda divisione caratterizzate da numerosi cambi ai vertici della società. A questo periodo risale inoltre la prima retrocessione della squadra in Championnat National, la terza serie, avvenuta al termine della stagione 2009-2010.
Dopo essersi piazzato al quarto posto della terza serie nella stagione 2010-2011, mancando la promozione in Ligue 2, il club fallisce e riparte dalla quinta serie, il Championnat de France amateur 2, nel girone C. Torna immediatamente in Championnat de France amateur, la quarta serie, vincendo il Championnat de France amateur 2 nel 2011-2012 con ben 100 punti ottenuti. Nel 2012 cambia nome in Racing Club de Strasbourg Alsace e modifica anche il logo. Vincendo il campionato di quarta serie nel 2012-2013, nel giro di due anni il club fa il ritorno nel Championnat National, la terza divisione. Nel 2014-2015 subentra l'allenatore Jacky Duguépéroux dopo il triennio di gestione di François Keller. Nel 2015-2016 lo Strasburgo vince il National, tornando in Ligue 2 dopo sei anni. Nel 2016-2017 completa la risalita, vincendo da neopromossa il campionato cadetto e approdando in massima serie. Nella Ligue 1 del 2017-18 si classifica in quindicesima posizione, salvandosi alla penultima giornata grazie al successo ottenuto a Décines-Charpieu contro l'Olympique Lione in rimonta con un calcio di punizione di Dimitri Liénard nei minuti di recupero. Nel 2018-2019 la squadra si aggiudica per la terza volta la Coppa di Lega francese, prevalendo per 4-1 ai tiri di rigore nella finale contro il Guingamp.
Nel 2021-2022 il RCS viaggia nelle zone alte tutta la stagione, chiudendo il campionato al 6º posto (miglior piazzamento dal 1979-80), sfiorando la qualificazione alle coppe europee per soli 3 punti. La qualificazione arriva nel 2025 con il settimo posto che vale la Conference League dopo aver lottato a lungo anche per un posto in Champions League.

## Cronistoria
Di seguito la cronistoria dello Strasburgo.

## Colori e simboli

### Colori
I colori sociali dello Strasburgo sono il blu e il bianco. Questi colori vengono normalmente utilizzati sulla maglia della squadra anche se, dalla seconda metà degli anni ottanta fino ai primi anni 2000, è stato utilizzato il celeste come colore dominante delle divise.
| 1936 | 1979 | 1987 | 1997 | 2001 | 2005 |

### Simboli ufficiali

#### Stemma

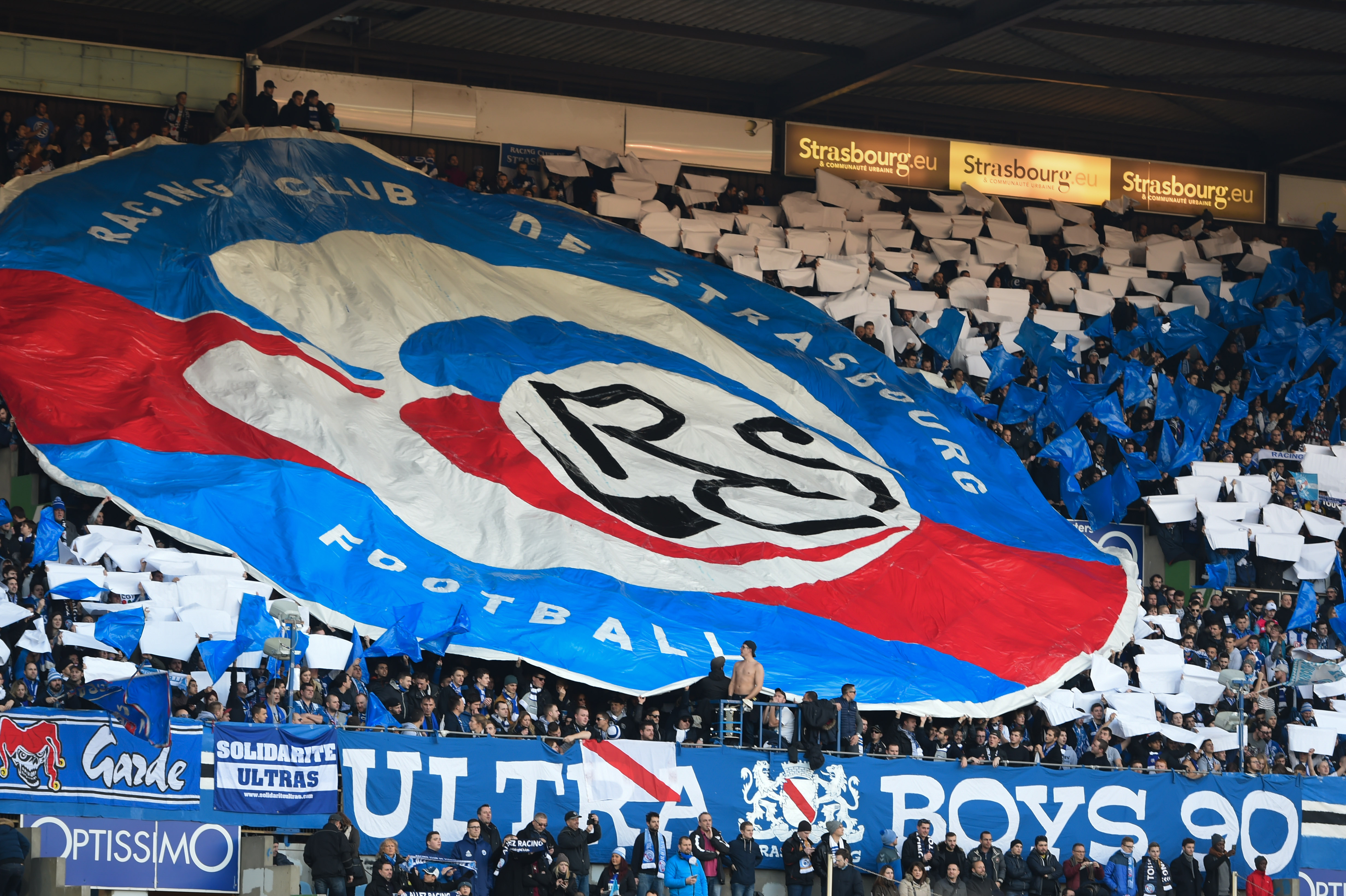
Coreografia dei tifosi dello Strasburgo, recante lo stemma societario in uso dal 2006.

Il logo della società (in uso dal 2006) è costituito da un cerchio di colore celeste attraversato da una striscia rossa (la stessa adottata sulla bandiera comunale) e sormontato da una cicogna stilizzata (rappresentante l'Alsazia) accompagnato da un cerchio contenente una scritta in blu RCS (abbreviazione del nome della società) accompagnata da una cattedrale stilizzata dello stesso colore. All'interno del logo vi sono inoltre le scritte di colore bianco Racing Club de Strasbourg - Alsace.
Il primo simbolo adottato dalla società è stato introdotto negli anni venti ed era costituito da un ovale con le lettere RCS al di sopra delle quali era posizionato un rombo tagliato in due da una striscia rossa. Dal 1945 fu invece utilizzato un logo a losanga di colore blu accompagnato dalla scritta RCS, mentre nel 1950 fu introdotto uno scudo bianco tagliato in due dalla striscia rossa e sormontato da due cicogne bianche contornate di blu. Nel 1960 il simbolo divenne un trapezio blu tagliato dalla linea obliqua di colore bianco e con un cerchio nero nella metà inferiore (recante la scritta RCS) sormontato da una cattedrale stilizzata bianca (simbolizzante la cattedrale cittadina). Questo logo subì una modifica nel 1971 in occasione dell'assorbimento della squadra dei Pierrots Vauban quando la cattedrale divenne di colore nero e la metà inferiore del simbolo di colore giallo con l'iscrizione RPSM (Racing Pierrots Strasbourg-Meinau).
Con la dismissione del vecchio nome fu adottato un logo più simile a quello attualmente in uso, che rimase corrente fino al 1997 con un'interruzione tra il 1985 e il 1988 in cui furono adottati due nuovi simboli che avevano come immagine dominante uno scudo a strisce accompagnato da due leoni oppure dalle dodici stelle della bandiera europea. Dal 1997 al 2006 fu invece utilizzato un logo di forma circolare con una mezza stella di colore blu scuro che, nelle intenzioni della dirigenza, doveva rappresentare la cicogna e la cattedrale.

## Strutture

### Stadio

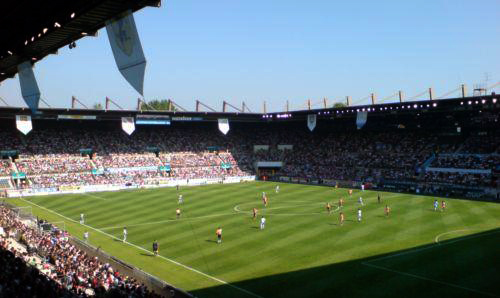
Veduta del campo dello stadio della Meinau.

Lo Strasburgo gioca le partite interne nello stadio della Meinau, costruito a partire dal 1921 sul giardino Hammerlé, già terreno di gioco della squadra a partire dal 1914. In precedenza la squadra disputava le partite casalinghe nel campo del poligono di Neudorf mentre le prime partite ufficiali della squadra sono state disputate in campi esterni.
Nel 2008, in previsione di una candidatura della Francia come Paese ospitante i Campionati Europei del 2016, è stato presentato il progetto di un nuovo impianto chiamato Eurostadium che avrebbe dovuto ospitare anche le partite interne dello Strasburgo. Il progetto dello stadio, finanziato da fondi privati, fu però abortito nel luglio 2009 a causa di problemi economici che dirottarono i fondi su una ristrutturazione dello stadio della Meinau.

## Società

### Organigramma societario
- Marc Keller - Presidente
- Alain Piet - Direttore generale
- Romain Giraud - Segretario generale

### Sponsor
| Cronologia degli sponsor tecnici - 1965-1966 Le Coq Sportif - 1970-1972 Le Coq Sportif - 1972-1975 Adidas - 1975-1976 Le Coq Sportif - 1976-2000 Adidas - 2000-2003 Asics - 2003-2004 Hummel - 2004-2007 Adidas - 2007-2018 Hummel - 2018- Adidas | Cronologia degli sponsor ufficiali - 1968-1969 Vittel - 1970-1971 Nairn - 1971-1972 DK Pneus - 1972-1981 Crédit Mutuel - 1981-1982 Samda Assurances - 1982-1985 Hitachi - 1985-1990 Mammouth - 1990-1991 Mita copieurs - 1991-1992 Würth - 1992-1993 Arical - 1993-1994 Force 4 - 1994-1996 Tourtel - 1996-1997 Daewoo - 1997-2003 Radiateurs Adler - 2003-2006 Steelcase - 2006- Électricité de Strasbourg |

## Allenatori e presidenti
- 1928-1930  Oscar Bongard
- 1930-1932  Adolf Riebe
- 1932-1933  Louis Neureuther
- 1933-1934  Robert Fischer (1ª-16ª)
 Fritz Kerr (16ª-26ª)
- 1934-1935  Fritz Kerr
- 1935-1938  Josef Blum
- 1938-1940  Charles Rumbold
- 1940-1944  Karl Bostelaar
- 1945-1947  Émile Veinante
- 1947-1948  Kaj Andrup
- 1948-1949  Émile Veinante
- 1949-1951  Charles Nicolas
- 1951-1952  Charles Nicolas (1ª-30ª)
 Segundo Pascual (31ª-34ª)
- 1952-1955  Josef Humpál
- 1955-1956  Oscar Heisserer (1ª-25ª)
 Albert Freyermuth (26ª-34ª)
- 1956-1957  Jean Avellaneda
- 1957-1958  Ferdinand Faczinek
- 1958-1960  Josef Humpál
- 1960-1961  Émile Veinante
- 1961-1962  Émile Veinante (1ª-19ª)
 Robert Jonquet (20ª-38ª)
- 1962-1964  Robert Jonquet
- 1964-1966  Paul Frantz
- 1966-1967  Walter Pretsch (1ª-28ª)
 René Hauss (29ª-38ª)
- 1967-1968  René Hauss (1ª-24ª)
 Paul Frantz (25ª-38ª)
- 1968-1970  Paul Frantz
- 1970-1971  Paul Frantz (1ª-10ª)
 Paco Mateo (11ª-22ª)
 Jeno Csaknády (23ª-27ª)
 Paul Frantz (28ª-34ª)
- 1971-1973  Casimir Novotarski
- 1973-1974  Casimir Novotarski (1ª-16ª)
 Robert Domergue (16ª-38ª)
- 1974-1975  Hennie Hollink
- 1975-1976  Hennie Hollink (1ª-22ª)
 Paul Frantz (23ª-38ª)
- 1976-1977  Heinz Schilcher (1ª-13ª)
 Elek Schwartz (14ª-34ª)
- 1977-1980  Gilbert Gress
- 1980-1981  Gilbert Gress (1ª-11ª)
 Raymond Hild (12ª-38ª)
- 1981-1982  Raymond Hild (1ª-19ª)
 Roger Lemerre (20ª-38ª)
- 1982-1983  Roger Lemerre
- 1983-1984  Jürgen Sundermann
- 1984-1985  Jürgen Sundermann (1ª-25ª)
 Jean-Noël Huck (26ª-38ª)
- 1984-1985  Jean-Noël Huck (1ª-24ª)
 Francis Piasecki (25ª-38ª)
- 1985-1986  Francis Piasecki (1ª-6ª)
 Jean-Pierre Dogliani (7ª)
 Robert Herbin (8ª-38ª)
- 1986-1987  Robert Herbin
- 1987-1988  Henryk Kasperczak
- 1988-1989  Henryk Kasperczak (1ª-13ª)
 Jean-Pierre Dogliani (14ª)
 Gérard Banide (14ª-38ª)
- 1989-1990  Gérard Banide (1ª-7ª)
 Albert Gemmrich (8ª)
 Léonard Specht (9ª-38ª)
- 1990-1991  Léonard Specht
- 1991-1994  Gilbert Gress
- 1994-1995  Daniel Jeandupeux (1ª-30ª)
 Jacky Duguépéroux (30ª-38ª)
- 1995-1997  Jacky Duguépéroux
- 1997-1998  Jacky Duguépéroux (1ª-23ª)
 René Girard (24ª-38ª)
- 1998-1999  Pierre Mankowski
- 1999-2000  Pierre Mankowski (1ª-16ª)
 Claude Le Roy (17ª-38ª)
- 2000-2001  Claude Le Roy (1ª-17ª)
 Yvon Pouliquen (18ª-38ª)
- 2001-2003  Ivan Hašek
- 2003-2004  Antoine Kombouaré
- 2004-2005  Antoine Kombouaré (1ª-9ª)
 Jacky Duguépéroux (18ª-34ª)
- 2005-2006  Jacky Duguépéroux
- 2006-2007  Jean-Pierre Papin
- 2007-2009  Jean-Marc Furlan
- 2009-2010  Gilbert Gress (1ª)
 Pascal Janin (2ª-38ª)
- 2010-2011  Laurent Fournier
- 2011-2013  François Keller
- 2013-2014  François Keller (1ª-26ª)
 Jacky Duguépéroux (27ª-34ª)
- 2014-2016  Jacky Duguépéroux
- 2016-2021  Thierry Laurey
- 2021-2022  Julien Stéphan
- 2022-2023  Julien Stéphan (1ª-16ª)
 Mathieu Le Scornet (17ª-23ª) (ad interim)
 Frédéric Antonetti (24ª-)

- 1933-1952  Joseph Heintz
- 1952-1960  Willy Scheuer
- 1960-1962  Jean-Nicolas Muller
- 1962-1968  Joseph Heintz
- 1968-1972  Alfred Wenger
- 1972-1976  Philippe Fass
- 1976-1979  Alain Léopold
- 1979-1985  André Bord
- 1985-1986  Jean Willaume
- 1986-1990  Daniel Hechter
- 1990-1992  Jacky Kientz
- 1992-1994  Jean Wendling
- 1994-1997  Roland Weller
- 1997-2003  Patrick Proisy
- 2003-2005  Egon Gindorf
- 2005-2009  Philippe Ginestet
- 2009  Léonard Specht
- 2009  Philippe Ginestet
- 2009-2010  Julien Fournier
- 2010  Jean-Claude Plessis
- 2010-2012  Jafar Hilali
- 2012-  Marc Keller

## Calciatori

### Contributo alle Nazionali
Ventuno giocatori sono stati convocati durante il loro periodo di militanza nello Strasburgo. Il primo calciatore dello Strasburgo ad aver ottenuto una convocazione in nazionale è stato l'attaccante Fritz Keller, che esordì tra i bleus nel 1934. Il giocatore della squadra che ha totalizzato più presenze in nazionale è stato il centrocampista Oscar Heisserer, che totalizzò 18 presenze, di cui sette indossando la fascia di capitano. Seguono Dominique Dropsy (17 presenze) e Léonard Specht (16 presenze), entrambi convocati tra il 1978 e il 1982.
Sono cinque i giocatori ad aver totalizzato almeno una presenza nella fase finale di una competizione internazionale: assieme a Keller e Heisserer (convocati rispettivamente per i Mondiali del 1934 e del 1938), vi sono anche Raymond Kaelbel, facente parte della spedizione classificatasi al terzo posto ai Mondiali del 1958 e già convocato nel 1954, Gérard Hausser (inserito nella rosa dei convocati ai Mondiali del 1966) e Dominique Dropsy, convocato come terzo portiere ai Mondiali del 1978. Al 1996 risalgono le ultime convocazioni in Nazionale di giocatori militanti nello Strasburgo: gli ultimi due giocatori ad aver disputato una gara con bleus sono stati Marc Keller e Frank Lebœuf.

## Palmarès

### Competizioni nazionali
- Campionato francese: 1

1978-1979
- Coppa di Francia: 3

1950-1951, 1965-1966, 2000-2001
- Coppa di Lega francese: 3

1996-1997, 2004-2005, 2018-2019
- Ligue 2: 1

2016-2017
- Championnat National: 1

2015-2016

### Competizioni interregionali
- Division 2: 2

1976-1977 (girone B), 1987-1988 (girone A)
- Championnat de France amateur: 1

2012-2013 (girone B)
- Championnat de France amateur 2: 1

2011-2012 (girone C)

### Competizioni internazionali
- Coppa Intertoto UEFA: 1  (record francese a pari merito con Bordeaux, Guingamp, Auxerre, Bastia, Lione, Montpellier, Paris Saint-Germain, Troyes, Lilla, Marsiglia e Lens)

1995

### Competizioni giovanili
- Coppa Gambardella: 2

1965, 2006
- Championnat National U19: 1

1991-1992

### Altri piazzamenti
- Campionato francese:

Secondo posto: 1934-1935
Terzo posto: 1935-1936, 1946-1947, 1977-1978
- Campionato francese di seconda divisione:

Secondo posto: 1971-1972 (girone C), 1989-1990 (girone A), 1990-1991 (girone A), 1991-1992 (girone B), 2001-2002
Terzo posto: 1952-1953, 2006-2007
- Coppa di Francia:

Finalista: 1936-1937, 1946-1947, 1994-1995
Semifinalista: 1954-1955, 1978-1979, 1980-1981
- Supercoppa francese:

Finalista: 2001
- Coppa Charles Drago:

Finalista: 1961
- Gauliga Elsaß:

Secondo posto: 1940-1941, 1941-1942, 1942-1943

## Statistiche e record

### Partecipazione alle coppe
| Competizione                  | Partecipazioni | Debutto   | Ultima stagione |
| ----------------------------- | -------------- | --------- | --------------- |
| Coppa dei Campioni            | 1              | 1979-1980 | 1979-1980       |
| Coppa UEFA/UEFA Europa League | 6              | 1978-1979 | 2019-2020       |
| Coppa delle Coppe             | 1              | 1966-1967 | 1966-1967       |
| Coppa Intertoto               | 2              | 1995      | 1996            |
| Coppa delle Fiere             | 3              | 1961-1962 | 1965-1966       |

### Statistiche di squadra
- Ranking IFFHS: 10° club francese e 118° club mondiale[69]
- Vittoria più larga: 10-0 al Valenciennes (1937-1938)[70]
- Sconfitta più larga: 0-8 dal Limoges, (1959-1960)[70]
- Vittoria più larga nelle coppe europee: 6-1 contro Wacker Innsbruck (Coppa Intertoto 1995)
- Sconfitta più larga nelle coppe europee: 4-0 contro Duisburg (Coppa UEFA 1978-1979) e Ajax (Coppa dei Campioni 1979-1980)
- Maggior numero di sconfitte consecutive: 11 (2007-2008)
- Ingaggio più alto: Mario Haas (35 milioni di franchi dallo Sturm Graz)[71][72]
- Cessione più costosa: Péguy Luyindula (8 milioni di euro all'Olympique Lione)[73][74]
- Record di affluenza: 39.033 (vs. Olympique Marsiglia, 20 novembre 1992)[75]

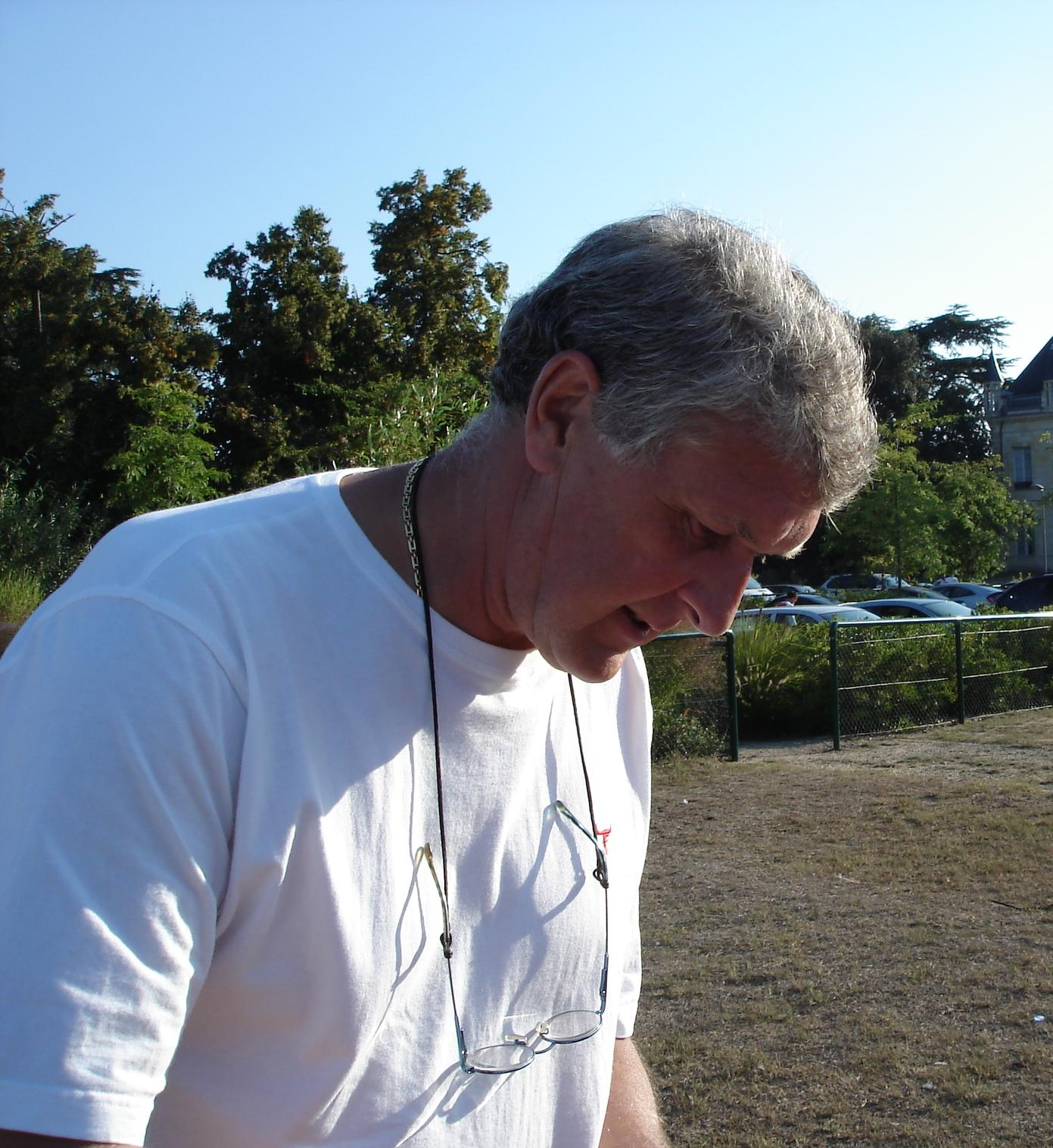
Dominique Dropsy, al secondo posto nella classifica delle presenze dei giocatori dello Strasburgo.

### Statistiche individuali
| Record di presenze - 515 René Hauss (1949-1968) - 406 Dominique Dropsy (1973-1984) - 367 Léonard Specht (1972-1982, 1987-1989) - 339 René Deutschmann (1969-1984) - 307 Edmond Haan (1947-1961) | Record di reti - 118 Oskar Rohr (1934-1939) - 94 Albert Gemmrich (1973-1979, 1983-1984) - 83 Casimir Koza (1959-1964) - 83 Marc Molitor (1969-1973) - 78 Gérard Hausser (1960-1967, 1971-1974) |

## Tifoseria

### Storia

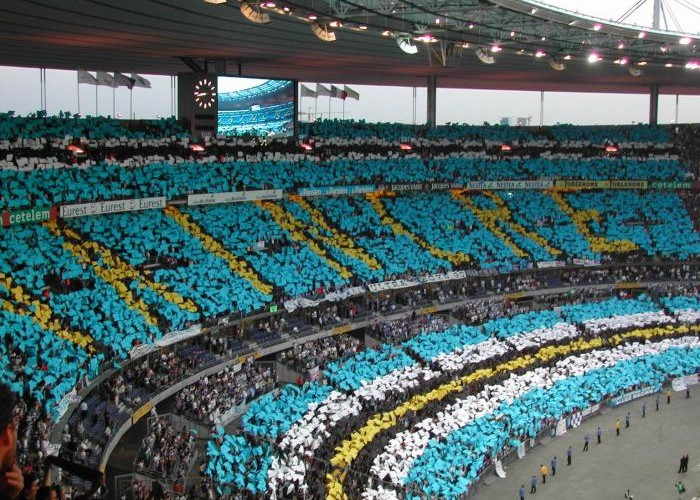
Coreografia dei tifosi dello Strasburgo durante la finale di Coppa di Lega del 2005

Esistono sette gruppi di tifoseria organizzata dello Strasburgo, creati nell'arco di quarant'anni. Il più antico, fondato nel 1953 dall'attore Germain Muller, ha assunto negli anni ottanta la denominazione attuale (Club Central des Supporters) e nel 2008 contava 800 partecipanti divenendo quindi il gruppo di tifosi dello Strasburgo più numeroso. Dietro al Club Central des Supporters vi sono invece gli Ultra Boys 90, gruppo nato da un'ala della fazione estremista dei Meinau Boys. Quest'ultimo gruppo, di idee politiche di estrema destra, si è trovato spesso al centro di episodi di razzismo e violenza nei confronti della polizia risoltisi con severi provvedimenti giudiziari nei confronti dei colpevoli. Ancor più estremista è invece il gruppo degli Elsass Korps, sciolto nel giugno del 2005: anche in questo caso i membri, il cui comportamento richiamava quello degli hooligans (facevano ricorso a cori da stadio razzisti intonati nei confronti dei giocatori di colore), sono stati oggetto di severe misure di legge anche a distanza di anni dallo scioglimento del gruppo.

### Gemellaggi e rivalità

Mappa dei club rivali dello Strasburgo.

La vicinanza dell'Alsazia alla Germania ha permesso alla tifoseria dello Strasburgo di intraprendere gemellaggi con i tifosi di alcune squadre tedesche, in particolar modo con quelli del Karlsruhe (in particolare tra il gruppo Ultra Boys 90 e i Phönix Sons), con i quali è stato fondato un sodalizio chiamato Blue Pirates. Sussistono inoltre gemellaggi con gli Härlekins dell'Hertha Berlino e i Rangers del Pisa.
I tifosi dello Strasburgo nutrono sentimenti di ostilità nei confronti di squadre geograficamente vicine come il Nancy e il Metz, situate nella vicina Lorena. Più accesa è la rivalità con il Metz, i cui incontri sono talvolta caratterizzati da episodi di violenza da parte delle frange più estremiste delle tifoserie. La rivalità con il Colmar risale alla fine degli anni quaranta quando le due squadre si incontrarono in Ligue 1 e terminò con la retrocessione d'ufficio del Colmar causa fallimento. In passato i tifosi dello Strasburgo hanno inoltre manifestato ostilità nei confronti del Mulhouse, del Sochaux, nonché di alcuni club minori della regione negli anni successivi alla fondazione.

## Organico

### Rosa 2025-2026
Aggiornata al 15 agosto 2025.
| N. |                           | Ruolo | Calciatore                |
| -- | ------------------------- | ----- | ------------------------- |
| 1  | Svezia (bandiera)         | P     | Karl-Johan Johnsson       |
| 2  | Irlanda (bandiera)        | D     | Andrew Omobamidele        |
| 3  | Inghilterra (bandiera)    | D     | Ishé Samuels-Smith        |
| 4  | Guinea (bandiera)         | D     | Saïdou Sow                |
| 5  | Costa d'Avorio (bandiera) | D     | Abakar Sylla              |
| 6  | Francia (bandiera)        | D     | Ismaël Doukouré           |
| 7  | Portogallo (bandiera)     | A     | Diego Moreira             |
| 8  | Polonia (bandiera)        | C     | Maxi Oyedele              |
| 9  | Argentina (bandiera)      | A     | Joaquín Panichelli        |
| 10 | Paesi Bassi (bandiera)    | A     | Emanuel Emegha (capitano) |
| 11 | Svezia (bandiera)         | C     | Sebastian Nanasi          |
| 14 | Francia (bandiera)        | A     | Sékou Mara                |
| 17 | Francia (bandiera)        | C     | Mathis Amougou            |
| 18 | Francia (bandiera)        | C     | Junior Mwanga             |
| 20 | Colombia (bandiera)       | A     | Óscar Perea               |

| N. |                           | Ruolo | Calciatore         |
| -- | ------------------------- | ----- | ------------------ |
| 22 | Costa d'Avorio (bandiera) | D     | Guéla Doué         |
| 23 | Francia (bandiera)        | D     | Mamadou Sarr       |
| 24 | Danimarca (bandiera)      | D     | Lucas Høgsberg     |
| 25 | Francia (bandiera)        | D     | Yoni Gomis         |
| 26 | Francia (bandiera)        | A     | Dilane Bakwa       |
| 27 | Inghilterra (bandiera)    | A     | Samuel Amo-Ameyaw  |
| 29 | Marocco (bandiera)        | C     | Samir El Mourabet  |
| 32 | Argentina (bandiera)      | D     | Valentín Barco     |
| 35 | Francia (bandiera)        | C     | Tidiane Diallo     |
| 39 | Belgio (bandiera)         | P     | Mike Penders       |
| 42 | Costa d'Avorio (bandiera) | C     | Abdoul Ouattara    |
| 44 | Francia (bandiera)        | D     | Soumaïla Coulibaly |
| 47 | Francia (bandiera)        | A     | Rayan Messi        |
| 77 | Ucraina (bandiera)        | D     | Eduard Sobol       |
| 80 | Francia (bandiera)        | C     | Félix Lemaréchal   |